# Gare d’Hendaye
Gare d'Hendaye vasútállomás Franciaországban, a spanyol-francia határon, Hendaye településen.

## Vasútvonalak
Az állomást az alábbi vasútvonalak érintik:
- Bordeaux–Irun-vasútvonal
- Madrid-Hendaya-vasútvonal

## Kapcsolódó állomások
A vasútállomáshoz az alábbi állomások vannak a legközelebb:
- Estación de Irún
- Gare des Deux-Jumeaux